# Tobis Portuguesa
A Companhia Portuguesa de Filmes Sonoros Tobis Klangfilm foi criada a 3 de Junho de 1932, com o intuito de apoiar e fomentar o desenvolvimento do cinema português, bem como criar uma uniformidade de processos ao nível do som e imagem, na Europa, de forma a combater o poderio norte-americano.
A Tobis, acrónimo de Tonbild-Syndikat (Sindicato do Som e Imagem), contava com um capital inicial de 1.000.000$00, inteiramente subscrito, dividido em 20 000 acções de 50$00 cada uma, sede na Avenida da Liberdade, n.º 141 e estúdios na Quinta das Conchas, no Lumiar.

## História
Originalmente, a Tobis centrou a sua actividade na produção de filmes e na realização de trabalhos de laboratório. Durante este período, foram produzidas algumas das mais emblemáticas obras das décadas de 30, 40 e 50, sendo A Canção de Lisboa a mais referenciada.
Em 1955, verificou-se uma operação de concentração com a Lisboa Filme, uma das principais produtoras portuguesas, tendo os direitos desses filmes, cujo conjunto integra o Catálogo Tobis, passado a ser propriedade da Tobis.
A partir de 2004, a Tobis apostou numa nova área de serviços, tendo investido na aquisição de equipamento vocacionado para a transcrição para vídeo digital, utilizando ferramentas de restauro.
Em 2005, a Tobis adquiriu o capital social da Concept Films e, beneficiando dos seus equipamentos e técnicos e efectuando um forte investimento num conjunto de tecnologia inovadora, passou a poder realizar todo o tipo de operações de pós-produção de imagem e som.

## Serviços
Actualmente, a Tobis disponibiliza uma diversidade de serviços, que se traduz em quatro grandes áreas:
- FILMLAB: área de serviços de laboratório, que se mantém em actividade desde a criação da Tobis Portuguesa e que dispõe de profissionais e equipamentos que permitem efectuar trabalhos de revelação, montagem de negativo, execução de efeitos e genéricos em película, de matrizes de segurança e exploração (interpositivos e internegativos), blow-up óticos, etalonagem, e tiragem de cópias;
- DIGITAL: sector da empresa que se dedica à prestação de serviços na área da pós-produção de imagem e som e que realiza operações a partir de diferentes suportes e formatos, trabalhando-os de forma a obter o produto final no modelo pretendido pelo cliente;
- ARQUIVOS: ramo relativo à transcrição de matrizes de arquivo para vídeo digital, utilizando ferramentas de restauro;
- ESTÚDIO: aluguer de estúdio para produções de cinema, televisão e publicidade, com um conjunto de valências associadas.

## Catálogo Tobis
O conjunto de obras produzidas pela Tobis ou, cujos direitos são sua propriedade, é conhecido como Catálogo Tobis e reúne os principais títulos da idade de ouro do cinema português, entre os quais:
- A Canção de Lisboa (1933)
- As Pupilas do Senhor Reitor (1935)
- Varanda dos Rouxinóis (1939)
- João Ratão (1940)
- Ala-Arriba (1942)
- O Costa do Castelo (1943)
- A Menina da Rádio (1944)
- O Leão da Estrela (1945)
- O Grande Elias (1950)
- Benilde ou A Virgem Mãe (1970)